# Lauterique
Lauterique (uit het Nahuatl: "Berg van de papegaai") is een gemeente (gemeentecode 1207) in het departement La Paz in Honduras.
Het dorp is in 1777 gesticht door 10 families uit Santa Ana, dat toen nog Cacauterique heette. Het dorp heette eerst Zacualpita. Later werd de naam veranderd in Lauterique. Dit verwijst naar Cacauterique, de vroegere naam van Santa Ana.
Het dorp ligt aan de voet van de bergketen die tussen Aguanqueterique en Caridad loopt.

## Bevolking
De bevolking is als volgt verdeeld:
| Vrouwen | 1541 | 50,7% |
| Mannen  | 1499 | 49,3% |

## Dorpen
De gemeente bestaat uit vier dorpen (aldea), waarvan het grootste qua inwoneraantal: El Amate (code 120702).